# S/2006 S 9
S/2006 S 9 — природний супутник Сатурна. Відкритий Скоттом Шеппардом, Девідом Джуїттом та Дженом Кліна, Бреттом Гледменом 3 травня 2023 року на основі спостережень, зроблених між 1 лютого 2006 року та 1 липня 2021 року.
S/2006 S 9 має близько 3 кілометри у діаметрі велика піввісь — 14 406 600 км, орбітальний період — 647,89 земної доби, обертається навколо Сатурна з ретроградним напрямком під нахилом 173,0° до площини екліптики, ексцентриситет орбіти — 0,248. S/2006 S 9 належить до скандинавської групи, ймовірно, є фрагментом, який відколовся від Феби як S/2006 S 20 в результаті зіткнення з астероїдом або іншим супутником, оскільки обертається поблизу Феби.